# 22694 Tyndall
22694 Tyndall este un asteroid din centura principală de asteroizi.

## Descriere
22694 Tyndall este un asteroid din centura principală de asteroizi. A fost descoperit pe 26 august 1998 la Observatorul La Silla de Eric Walter Elst. Asteroidul prezintă o orbită caracterizată de o semiaxă mare de 2,54 ua, o excentricitate de 0,10 și o înclinație de 14,9° în raport cu ecliptica.